# Économie de l'arrondissement de Lille
Cet article concerne l'économie de l'arrondissement de Lille. Cependant, les acteurs de l'agglomération de Lille, Roubaix, Tourcoing, Villeneuve-d'Ascq ont adopté le nom de Lille métropole comme nom de communication. Les données concernant Lille métropole varient selon la source utilisée : Lille Métropole Communauté urbaine, la chambre de commerce de Lille métropole et le tribunal de commerce de Lille métropole recouvrent un territoire majoritairement commun, mais variant au cœur de l'arrondissement. L'économie s'est développée grâce à son emplacement : la Métropole est au cœur d'une région agricole, maritime et frontalière.  

## Données générales
Le grand Lille avec 48 milliards d’euros de PIB est la troisième économie de France après le grand Paris (Source Insee : 478 milliards d’euros de PIB en 2005) et le grand Lyon (59 milliards d’euros de PIB) et devant le grand Toulouse (30 milliards d’euros de PIB en 2007).
Néanmoins le grand Lille pèse très lourd dans l’économie du Nord Pas de Calais puisque 50 % des entreprises de la région sont situées dans l’agglomération de Lille  et elles y  réalisent 55 % du PIB de la région. En terme démographique, la population de la métropole lilloise représente 43 % de la population régionale .

### Emploi
De façon générale, le chômage a connu une baisse significative entre 1994 et 2001 mais a augmenté légèrement depuis. Cette évolution peut-être constatée autant qu'au niveau national, régional que local bien qu'elle soit plus marquée au niveau de la métropole qu'au niveau national. Également,  l'écart entre la zone d'emploi de Lille et celle de Roubaix-Tourcoing s'est légèrement réduit.
En 2005, les offres d'emplois sont en progression de 1,8 % dans la région contre 5 % pour l'ensemble du pays. Le taux de chômage en décembre 2004 de la zone d'emploi de Lille est de 12,0 %.
|                                    | Taux de chômage | Variation     | Variation     | Variation     |
|                                    | 31/12/2004      | 12/03 à 12/04 | 12/99 à 12/04 | 12/94 à 12/04 |
| ---------------------------------- | --------------- | ------------- | ------------- | ------------- |
| Arrondissement de Lille            | 12,9 %          | +0,2 %        | +0,3 %        | -1,1 %        |
|                                    |                 |               |               |               |
| Zone d'emploi de Lille             | 12,0 %          | +0,3 %        | +0,3 %        | -0,7 %        |
|                                    |                 |               |               |               |
| Zone d'emploi de Roubaix-Tourcoing | 14,4 %          | 0,0 %         | +0,1 %        | -1,8 %        |
|                                    |                 |               |               |               |
| Région Nord-Pas de Calais          | 12,9 %          | 0,0 %         | -1,4 %        | -2,9 %        |
|                                    |                 |               |               |               |
| France métropolitaine              | 9,9 %           | 0,0 %         | -0,3 %        | -1,8 %        |
|                                    |                 |               |               |               |

La situation transfrontalière de la métropole implique un déplacement pendulaire lié au lieu de travail de part et d'autre de la frontière. La métropole dans son ensemble rassemble 720 000 salariés mais seulement 2 % d'entre eux travaillent de l'autre côté de la frontière. Par ailleurs, le nombre de Belges travaillant en côté français est passé en 25 ans de 15 000 à 5 000 alors que dans le même temps, le nombre de Français travaillant du côté belge est passé de 4 000 à 15 000 (en raison principalement de la convention fiscale francobelge qui avantage les frontaliers français)

### Entreprises
L'arrondissement de Lille est à la deuxième place française en nombre de sièges sociaux après la région francilienne.

Dix premières entreprises de la métropole par chiffre d'affaires (12/2004)
| Raison sociale      | Activité                                                    | CA (M€) |
| ------------------- | ----------------------------------------------------------- | ------- |
| Auchan France       | Hypermarchés                                                | 15 309  |
| ATAC                | Supermarchés                                                | 3 671   |
| Leroy Merlin France | Commerce de détail de bricolage                             | 2 326   |
| Castorama France    | Commerce de détail de bricolage                             | 2 220   |
| Eurauchan           | Intermédiaire du commerce en produits alimentaires          | 1 998   |
| Petrovex            | Centrales d'achats non alimentaires                         | 1 661   |
| La Redoute          | Vente par correspondance                                    | 1 439   |
| Supermarchés Match  | Supermarchés                                                | 1 407   |
| Dalkia France       | Production et distribution de chaleur                       | 1 381   |
| Ingram Micro        | Commerce de gros d'ordinateurs et équipements informatiques | 985     |

## Secteur primaire: l'agriculture
Paradoxalement, alors que la métropole a une image industrielle, on imagine mal qu'il puisse exister un secteur agricole important.

### Situation actuelle
Avec 33 000 ha (45 242 ha pour l'arrondissement) consacré à l'agriculture (44 % du territoire pour la communauté urbaine et 51,5 % pour l'arrondissement), Lille Métropole est la plus rurale de France. La production est céréalières, fourragères, légumières (maraîchers...) et animales. Les zones rurales se concentrent dans les Weppes, le Pévèle, le Mélantois et autour d'Armentières. Le Marché d'Intérêt national de Lomme créé en 1972 est le 1er marché au Nord de Paris avec 218 000 tonnes traitées en 2004 sert de débouchés privilégiés pour la vente de la production locale, mais il existe encore des producteurs qui opèrent en vente directe.
- 923 exploitations sur LMCU (1455 sur l'arrondissement), de taille moyenne de 28 ha (32 dans l'arrondissement de Lille, 42 pour le département)
- environ 2 000 emplois agricoles
- Lycée agricole à Lomme, Institut Supérieur de l'Agriculture (ISA Lille) à l'université catholique de Lille

source : chambre d'agriculture et buyssens.net

## Secteur secondaire: l'industrie

### Hier
En 1469, Roubaix et Tourcoing obtiennent un droit sur le commerce des laines importées d'Angleterre. Une activité de filage se développe pour fournir les ateliers de Lille qui en 1482 obtient le privilège de la fabrication de tissu. Jusqu'à la Révolution, il y aura des procédures de ces villes pour garder ou renverser ces privilèges de fabrication. Dès le XVIe siècle, l'agglomération affirme sa vocation industrielle particulièrement dans le domaine du textile avec ses filatures de lin, de coton. Durant la révolution industrielle (à partir du XIXe siècle, la part du secteur industriel augmente jusqu'à atteindre près de 50 % de la population active de l'agglomération travaillant dans l'industrie dont le textile représente les deux tiers de l'activité industrielle (recensement 1896). Lille, Roubaix et Tourcoing profitent de l'avènement de la machine à vapeur et des importants gisements de charbon de la région pour s'industrialiser fortement. Les métiers à tisser deviennent mécaniques et le chemin de fer arrive à Lille en 1846. La disparition du charbon du bassin minier qui alimentait l'industrie de toute la région, fera disparaître des milliers d'emplois dans la métropole. La crise du textile plongera le versant Nord-est dans le chômage.

### Situation actuelle

#### Agro-alimentaire
- Brasserie : Hier pôle important d'activité de la métropole, les grandes brasseries locales de bière (exemple: Terken (l'ex-GBM)) ont aujourd'hui disparu, subsistent des microbrasseries. Pourtant cette activité est toujours présente avec des brasseurs internationaux tel Heineken à Mons-en-Barœul ou Inbev dont le siège français est basé à Armentières. L'activité de distillerie de genièvre résiste, notamment à Loos.
- Confiserie : La région, sous l'impulsion de Napoléon 1er, produit de la betterave sucrière. À travers toute la région s'est développée une industrie de confiserie. Sur la métropole, ce secteur est représenté par Lamy-Lutti via la Pie qui chante (uniquement en ce qui concerne la production), mais surtout par la société Delespaul-Havez créatrice du Carambar basée à Marcq-en-Barœul.

#### Textile
Premier pôle textile de France
- Coton, Lin, Laine : Développée sur l'ensemble de la Métropole, cette activité s'est répartie sur toute la métropole : Le coton autour de Lille, La toile autour d'Armentières et la laine sur le versant Nord Est où avant la crise siégeait une Bourse des matières premières  à Roubaix. Depuis 1970, le secteur est en crise et la production quitte la région. De nombreuses entreprises de distribution de la métropole (Kiabi, Camaïeu après sa scission) ont fermé les usines qui fournissaient leurs magasins, pour ne garder que les centres de design des vêtements.

Occupant toujours l'ensemble de la chaîne de création restent K-way et Damart.

#### Mécanique
C'est le secteur en crise de la métropole, dont la reconversion se fait attendre
- Grosse industrie : Le groupe Fives-Cail qui était multi sectoriel (Chaudronnerie, Locomotive, Métallurgie, ...) a souffert notamment du départ du secteur automobile vers le sud de la région (fermeture de Peugeot-Lille). À son apogée, plus de 8 000 ouvriers travaillaient à Lille-Hellemmes, en 2005, il ne restait que 80 employés répartis entre la sucrerie de Villeneuve-d'Ascq et l'ex-cimenterie de Lille-Fives. L'agglomération a vécu une histoire de 140 ans d'histoire avec ce groupe qui quitte la région.
- Ferroviaire : La métropole a su conserver  des ateliers de maintenance (notamment celles des rames TGV) et mise sur une collaboration avec le secteur universitaire pour développer cette activité dans le cadre du pôle de compétitivité créé en 2006 I-Trans
- Électroménager : Basé essentiellement sur Seclin, des usines d'assemblages de produits de grande consommation ont aujourd'hui disparu. Parmi celles-ci on peut citer l'usine Brandt

#### Chimie
- Chimie lourde : Ce secteur s'est développé au départ grâce au secteur textile (teinture), mécanique et sidérurgique. La pression urbaine pousse  à la disparition de cette industrie. Le site de Rhodia qui était en partie dédié à cette chimie à La Madeleine est abandonné, avec de lourdes séquelles environnementales, et celui de Ugine Kuhlmann à Loos (depuis près de 180 ans en 2006) est enclavé et ne peut se développer. À cela s'ajoute une préoccupation croissante pour l'air, l'eau, les sols et les écosystèmes chez les élus et la population alentour.
- Chimie fine (ou légère ou de spécialité) : Contrairement à la chimie lourde, ce secteur qui s'est développé au départ grâce au secteur agro-alimentaire (avec Rhône-Poulenc devenu Rhodia notamment), est aujourd'hui en pleine croissance. Parmi ces sous-traitants de l'industrie agroalimentaire, la société Roquette, s'est spécialisée dans les dérivés de l'amidon et est devenu leader mondial des Polyols (utilisés en alimentation, pharmacie, chimie, cosmétologie). Le Groupe Lesaffre, spécialisé au départ dans la levure pour sa production de genièvre basée à Marquette-lez-Lille, est devenu leader mondial sur l'ensemble des levures, et est notamment fournisseur de levure de pain pour la chaîne de boulangerie Paul. Son siège est toujours à Marcq-en-Barœul.

## Secteur tertiaire

### Commerce
- La grande distribution : Plusieurs enseignes nationales sont basées sur la Métropole, il s'agit du groupe Match (La Madeleine, enseignes : Match), les enseignes créées par la famille Mulliez (Croix, enseignes : groupe Auchan, Décathlon, Leroy Merlin, Agapes restauration, Pic Wic, Youg's actuellement en cours de rachat de l'enseigne Surcouf[4]...), et dans une moindre mesure Castorama (groupe Kingfisher)

- La Vente à distance : Spécialité du versant Nord-Est avec Roubaix et Tourcoing comme centre. Sont nés dans ce domaine les 3 Suisses et la Redoute, la filiale française du groupe Quelle les a rejoints. L'activité VAD de la métropole représente 65 % de l'activité française et 15 % de l'activité européenne.

### Logistique
La situation de la métropole, l'importance du secteur de la distribution (directe et à distance), la densité et la diversité des moyens de transport favorise ce secteur d'activité. Le secteur emploie plus de 20 000 personnes et de nombreuses entreprises logistiques nationales et internationales sont présentes (Calberson, Dubois, Jet Services). Lille dispose de plusieurs plates-formes modales et multimodales :
- Fluvial : Le port de Lille composée de plusieurs sites est le troisième port intérieur français. Le site de Lille est relié au nœud autoroutier.  L'ouverture du Canal Seine-Nord pourrait accroître son trafic.
- Ferroviaire : Autrefois important avec de nombreuses gare de marchandises situées sur l'ensemble de l'agglomération (Roubaix, Lomme, Lille, etc.), il subit depuis 2004 la concurrence de la plateforme multimodale de Dourges. Le mouvement de fermetures de gares de marchandises (gare de Roubaix, gare de Lille-Sud, etc.) accéléré avec la plate forme de Dourges condamne la gare de Lille Saint-Sauveur enclavée au cœur de Lille et celle de Lomme-Délivrance.
- Routier : Parmi les plates-formes routières, le centre régional des transports de Lesquin permet la liaison avec le fret aérien de l'aéroport Lille-Lesquin.

### Finance
La métropole est aujourd'hui encore la troisième place financière de France.
- Banque de détail : Cette activité s'est développée à Lille, siège de la Banque Scalbert Dupont (groupe CIC) et du Crédit Mutuel Nord. Le groupe Banque populaire Nord est installé à Marcq-en-Barœul. Leurs points communs : elles ont toutes été créées sous forme de mutuelle.
- Banque privée : La région contenant de nombreuses fortunes, quelques établissements se sont développés sur ce secteur de gestion d'actifs (souvent des filiales des banques ci-dessus)
- Crédit à la consommation : La VPC et la grande distribution ont développé des sociétés bancaires destinées à leurs clients, aujourd'hui actrices majeurs du crédit : avec Cofidis, Cetelem ou Accord (groupe Auchan), la métropole est le premier centre européen du crédit à la consommation.

### Assurance
Présent sur l'activité d'assureur comme en courtage, l'agglomération bénéficie de nombreux acteurs de taille répartis sur l'ensemble de celle-ci : Verspieren à Wasquehal et Gras Savoye à Lille pour l'activité de courtage, et La Mondiale à Mons-en-Barœul ou Swiss Life France à Roubaix pour l'activité d'assurance.

### Tourisme
- culturel : mis en avant avec Lille 2004
- d'achat : Roubaix et ses magasins d'usine
- fluvial :
- d'affaires : Lille Grand Palais essaye de faire revenir Lille comme place de congrès et de foire

#### De nouvelles voies
Cinq pôles de compétitivité sont implantés en tout ou partie à Lille Métropole :
- « Nutrition, Santé, Longévité » qui s'appuie sur le site Eurasanté (Bois Blanc), le CHR et l'institut Pasteur,
- « Matériaux à usage domestique », qui s'appuie sur les écoles d'ingénieries et Lille1 pour la partie publique
- « I Trans » qui s'appuie sur les écoles d'ingénieur de Lille et l'industrie ferroviaire lilloise (mais surtout celles de Valenciennes),
- « Industrie du commerce » qui s'appuie sur la culture de la vente à distance du versant Nord Est et de la faculté de Lille 2 commerce à distance (basée aussi à Roubaix), mais dont Martine Aubry souhaite le déménagement à Lille sur le site EuraTechnologies
- « Up Tex » qui s'appuie sur la tradition textile innovant de la région et l'économie du versant Nord Est.

(sources : Chambre de commerce et d'industrie de Lille / Agence Lille Métropole)